# Roda Rico
A Roda Rico (também conhecida anteriormente como Roda São Paulo) é uma roda-gigante de observação situada no parque Candido Portinari, ao lado do parque Villa-Lobos, na zona oeste da cidade de São Paulo. Com 91 metros de altura e 80 metros de diâmetro, é a maior da América Latina, título que pertencia à Rio Star. Possui 42 cabines, as quais têm a capacidade para até oito pessoas e são equipadas com ar-condicionado, câmeras, interfones, wi-fi e contêm iluminação cênica, planejada para interagir com a cidade. Está abrigada em uma área de 4,5 mil metros quadrados, cerca de 3% da área total do parque.
Anunciada em outubro de 2020, sua montagem iniciou-se em março de 2022, sob responsabilidade da empresa São Paulo Big Wheel, que também ficará encarregada de sua manutenção e gerenciamento, e seria inaugurada em julho do mesmo ano; porém o prazo foi adiado devido à falta de insumos e mão de obra. Foi inaugurada no dia 9 de dezembro. A expectativa é que receba entre 600 mil e 1 milhão de visitantes anualmente.
Com intuito de melhorar a qualidade de vida da região das margens do rio Pinheiros, o qual está em processo de revitalização, com a Roda Rico fazendo parte das ações para revitalização do entorno dele, a roda-gigante receberá plantio de árvores nativas em áreas descampadas em sua volta e seu projeto dá prioridade ao uso de pavimentos que auxiliam a drenagem do solo — havendo possibilidades de reserva e utilização de água —, e materiais e recursos que asseguram uma obra seca e limpa.